# 흑립

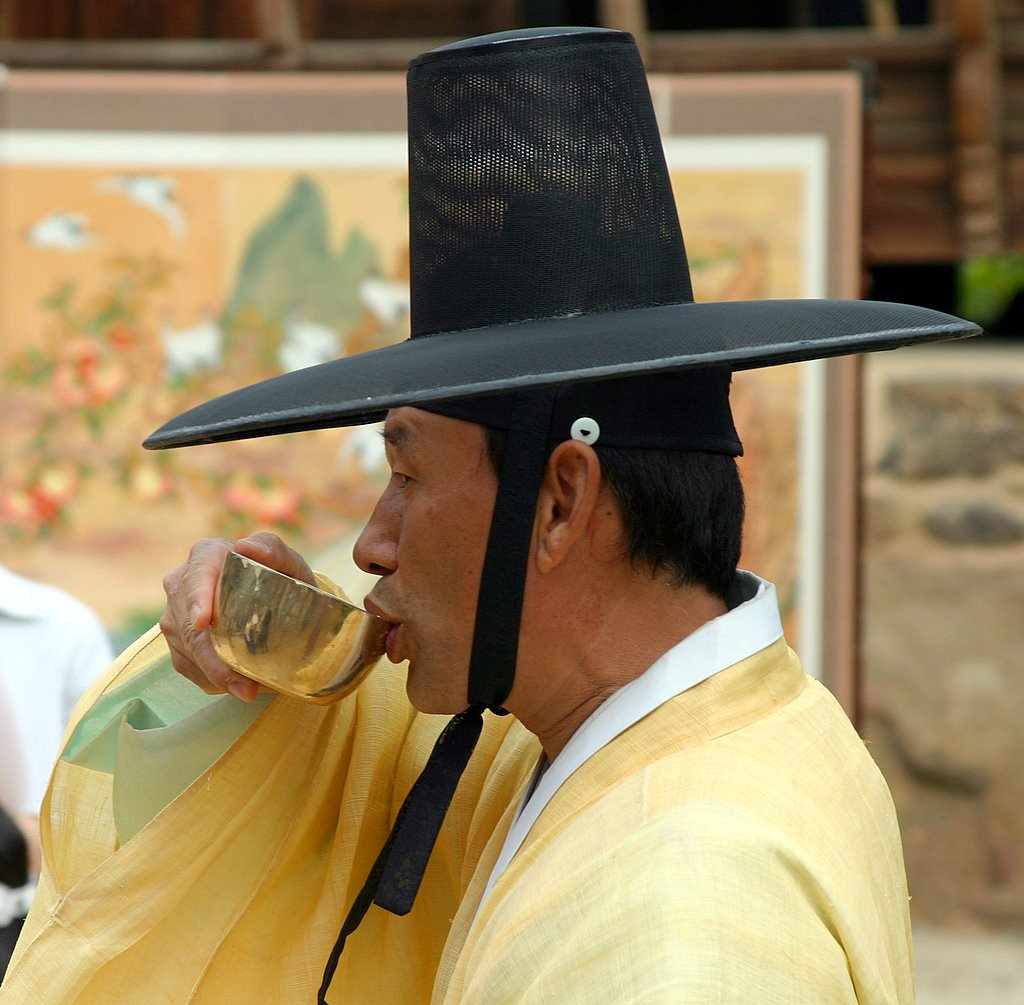

흑립(黑笠) 또는 칠립(漆笠)은 말총으로 엮어 옻칠을 해 검은 갓이다. 조선 초기의 중립, 평랑자, 초립 등을 거쳐 조선 중기 이후 확립된 갓으로, 현대에 "갓" 이라고 하면 대개 이 흑립을 이르는 말이다.

## 구성
흑립은 조선시대 당시 성인 남자가 머리에 쓰고 다니던 관모 중 하나로, 머리를 덮는 부분인 모자(帽子)와 얼굴을 가리는 부분인 양태(凉太)로 구성된다.

## 유래
고려 말, 공민왕 당시 원나라의 관습을 타파하고, 고려 고유의 의복 체제를 도입하려 시도하여 관모로 제정되었다. 이때부터 갓은 사회적 지위나 신분을 나타내는 장식이 되었다. 이후 갓은 한동안 쓰이지 않다가 조선 시대 후기에 들어서 보급되었다고 한다. 흑립이 일반화되기 전에는 초립 (草笠)이 일반적으로 사용되는 갓이었다고 한다.
본래 갓의 실질적 용도는 햇빛을 막는 데 썼었다. 이후 재료, 형태, 제작법이 다양화되어가면서 점차적으로 사회적 위치를 알리는 등의 사회성을 지닌 복장이 되어갔다. 흑립도 그 중 하나였는데, 고려 시대 말 부터의 패랭이에서부터 시작하여 초립 등의 형태를 거친 뒤 사람들이 아는 모습의 흑립이 만들어졌다. 흑립은 사대부들 뿐만 아니라 서민층에서도 널리 사용되었다.